# Luigi Taramazzo
Luigi Taramazzo, né le 5 mai 1932 à Ceva et mort le 15 février 2004 à Vallecrosia (âgé de 71 ans), est un pilote automobile italien essentiellement spécialiste de courses à bord de voitures de Grand Tourisme. 

## Biographie
Sa carrière en compétition s'étale entre 1951 (Mille Miglia) et 1972 (courses de montagne).
Il remporte la Coppa Inter-Europa  en 1958 sur Ferrari 250 GT (3e en 1957). Toujours en 1958, il gagne aussi les Mille Miglia avec la même voiture Coupé (alors associé à Giovanni Gerino), et il tente de se qualifier pour le Grand Prix de Monaco, avec une Maserati 250F1 2.5 L6 de l'écurie de Ken Kavanagh. Encore en 1958, il remporte les 1000 km de Monza.
Il termine encore deuxième de la Coppa Sant Ambroeus GT en cette même année 1958 avec la Ferrari 250, puis troisième du Grand Prix de Mugello en 1965, quatrième de la Coupe de la cité d'Enna en 1964 et 1967, et cinquième de la Targa Florio en 1964.
Il s'impose aussi lors de quelques courses de côte, comme à Aoste-Col Saint-Bernard en 1958 (sur Ferrari 250 GT LWB), ou La Roquette en 1971 (sur Fiat Abarth 2000).